# Hondenvlees

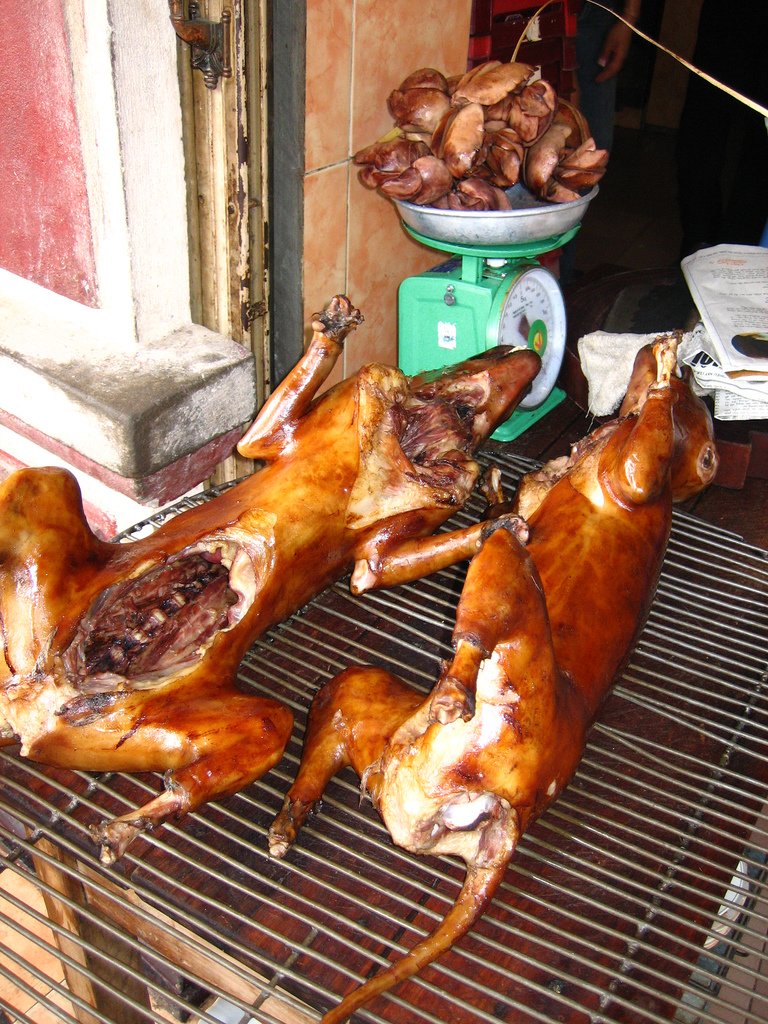
Hondenvlees in Hanoi

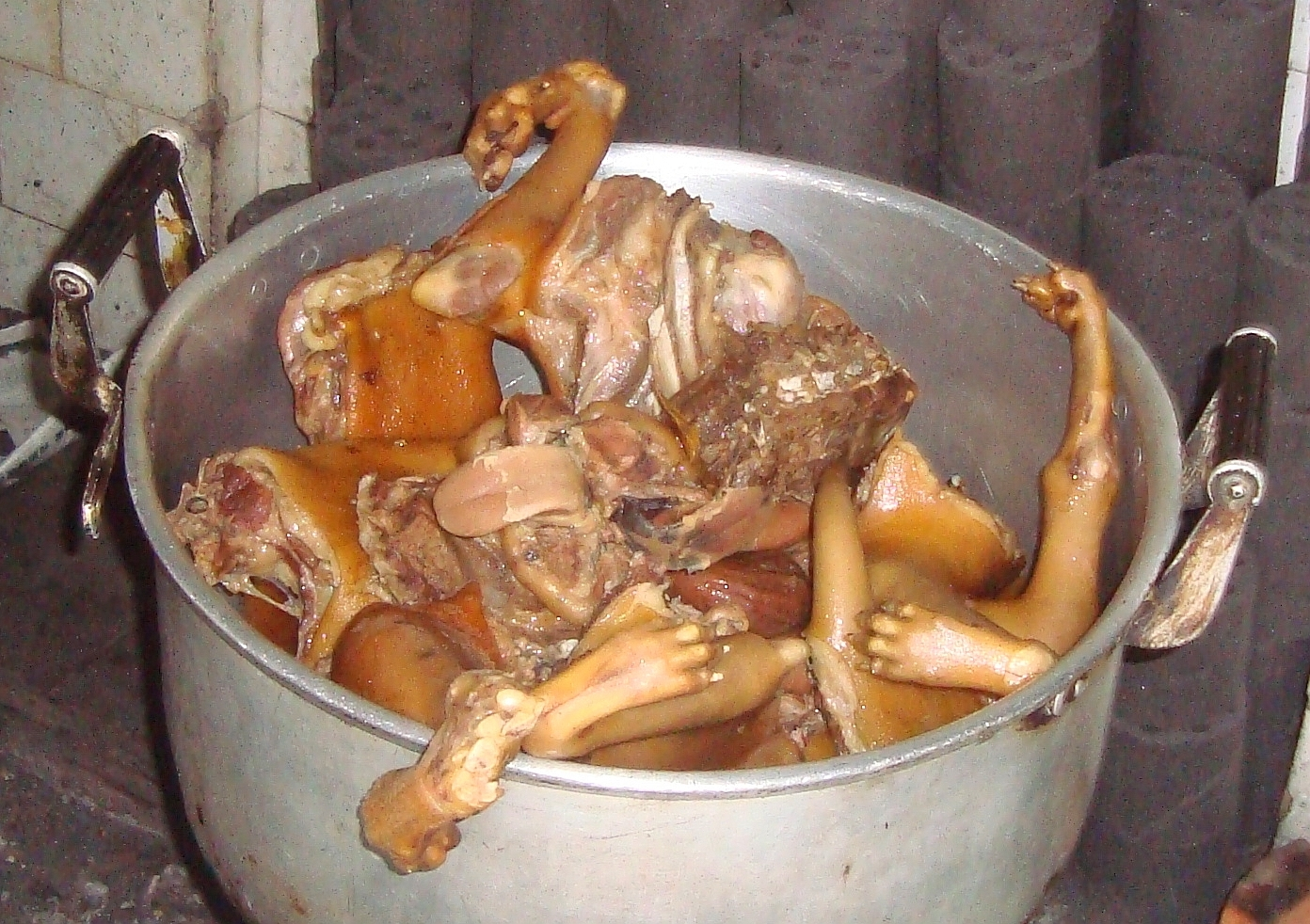
Hondenvlees voor een stoofpot

Hondenvlees is in een aantal Aziatische keukens als traditioneel voedingsmiddel opgenomen; in de meeste westerse landen rust er een taboe op.
Hondenvlees wordt over het algemeen gedroogd gegeten en, aldus prins Henri de Laborde de Monpezat van Denemarken, smaakt als konijn, gedroogde babygeit, of misschien als het vlees van een kalf, maar dan droger. Voor het eten wordt meestal een kruising tussen een Chinese hond (bij voorkeur een chowchow) en een sint-bernard met een leeftijd van 6 tot 12 maanden gebruikt.

## Azië
In Azië zijn het vooral China, Zuid-Korea, Indonesië en Vietnam waar hondenvlees wordt beschouwd als delicatesse. Anno 2023 is er wel discussie over en wordt er soms zelfs gewerkt aan een verbod.
In China worden 10-20 miljoen honden per jaar gegeten. Dit zijn vaak loslopende honden die worden gebruikt om pakhuizen te bewaken. Deze traditie gaat al eeuwen mee, zo blijkt uit geschriften uit de Zhou-dynastie. De filosoof Mencius omschreef de hond als de smaakvolste van het lijstje van varken, geit en hond. In de Zuid-Chinese stad Yulin vindt elk jaar tijdens de zonnewende van 21 juni het grote Lychee en Hondenvleesfestival plaats. Gedurende tien dagen consumeren de festivalgangers naar schatting zo'n 15.000 honden en katten. Ondanks internationaal verzet van dierenrechtenactivisten worden er in de ruime regio elke zomer zo'n 10 miljoen honden verorberd. Volgens een 500 jaar oud volksgeloof zou een gebraden stukje hondenvlees met lychees helpen om de hitte van de zomer beter te verdragen.
Tijdens de Olympische Zomerspelen van 2008 werd in Peking een verordening afgekondigd waarin het de 112 officiële Olympische restaurants werd verboden hond te serveren. Veel Chinezen zagen in de maatregel een overdreven manier om westerlingen tevreden te houden. Chinese horecaondernemers hadden de Spelen liever gezien als podium om culturele verschillen en tolerantie te laten tonen. Dierenorganisaties waren wel blij met de regel.
In Korea wordt ook hondenvlees gegeten, in soep, of in het traditionele gerecht bosintang. Bij het wereldkampioenschap voetbal 2002, dat in Zuid-Korea en Japan plaatsvond, eiste PETA van de FIFA dat laatstgenoemde ervoor zou zorgen dat Zuid-Korea het eten van honden opnieuw op de politieke agenda zou zetten.
In de Vietnamese hoofdstad Hanoi is het heel gewoon om thịt chó (hondenvlees) in restaurants op de kaart te zetten. Gewoonlijk wordt het er geserveerd met een zeer sterk paars dipsausje van gefermenteerde garnalen.

## Poolgebieden
Niet alleen Azië is bekend met hondenvlees: in Groenland, Siberië, Alaska en het noorden van Canada worden de dieren aanvankelijk gebruikt om sleeën te trekken, maar als de voedselvoorraad op is en de situatie nijpend wordt, worden de honden geslacht.

## Het Westen
Ook in het Zwitserse kanton Appenzell en de stad Sankt Gallen kent men, volgens de krant Rheintaler Bote, een traditie van het consumeren van hondenvlees. Hoewel deze traditie verborgen wordt gehouden, omdat het verhandelen van hondenvlees in het land illegaal is, worden er door agrariërs in de gebieden Appenzell en Sankt Gallen regelmatig jerkys, worstjes en mostbröckle van hond gemaakt. In het jaar 2000 ontstond er in de kantons een grote demonstratie tegen het eten van honden, in het kader waarvan er bij een petitie ruim 7000 handtekeningen werden binnengehaald.
In Boom, België, werden er wegens voedseltekorten tijdens de Eerste Wereldoorlog honden geslacht in hondenslachterijen, het vlees werd vooral naar Antwerpen verkocht. Het leverde de Bomenaars de bijnaam Hondefretters op.